# Movements
Movements ist eine 2015 gegründete Rock-/Emo-/Post-Hardcore-Band aus Rancho Santa Margarita, Kalifornien.

## Geschichte
Die Band Movements besteht seit 2015 und wurde im kalifornischen Ort Rancho Santa Margarita im Bezirk Orange County gegründet. Die vierköpfige Gruppe besteht aus Sänger Patrick Miranda, dem Gitarristen Ira George, dem Bassisten Austin Cressey und dem Schlagzeuger Spencer York. Bereits im August des Gründungsjahres unterschrieb die Band einen Vertrag mit der Plattenfirma Fearless Records, obwohl die Band bis dahin nur ein einziges Konzert gespielt und drei Singles in Eigenregie veröffentlicht hat. Der Vertrag läuft über eine EP und drei Alben.
Ihre ersten beiden Konzertreisen absolvierte die Gruppe noch im August mit Worthwile und einen Monat später mit Sianvar.
Am 11. März 2016 veröffentlichten Movements ihre Debüt-EP Outgrown Things über Fearless Records. Zwischen dem 5. und 30. März 2016 tourte die Band mit Real Friends durch Nordamerika bei der die Eintrittskarten jeweils nur fünf US-Dollar kosteten. Dabei spielten die Bands an eher unkonventionellen Konzertorten, darunter in VFW-Hallen, Skateparks und in Bowlingcentern. Im Frühsommer war die Gruppe Opening Act der ersten Station der Misadventures Tour von Pierce the Veil.
Im Februar des Jahres 2017 begannen die Musiker gemeinsam mit Produzent Will Yip, der bereits die Debüt-EP der Band einspielte, mit den Arbeiten an ihrem Debütalbum. Bereits unmittelbar nach der Veröffentlichung ihrer EP Outgrown Things begannen die Musiker mit dem Schreiben erster Stücke für das erste vollwertige Album der Band. Das Album, das den Titel Feel Something trägt, erschien am 20. Oktober 2017 und stieg auf Platz 191 in den US-amerikanischen Albumcharts ein, wo es sich eine Woche lang halten konnte. Insgesamt arbeitete die Band knapp 19 Monate an ihrem Werk Feel Something. Bereits eine Woche vor der Veröffentlichung startete die Gruppe eine Konzertreise mit Knuckle Puck, die am 19. November 2017 endet. Direkt im Anschluss spielt die Gruppe ihre erste Konzertreise durch mehrere Staaten Europas, darunter in Deutschland, Österreich, in der Schweiz und dem Vereinigten Königreich.
Den Sommer des Jahres 2017 verbrachte die Band auf der kompletten Warped Tour. Auch war die Band in der Kategorie Best Underground Band bei den Alternative Press Music Awards nominiert.

## Musik
Die Musik von Movements wird als eine Mischung aus „seichtem Indie-Rock und postigem Emo“ beschrieben. Auch Elemente des Post-Hardcore sind vereinzelt vorhanden, wobei Sänger Patrick Miranda auf Screamings und Shoutings gänzlich auf dem Album „Feel Something“ verzichtet. Nicht so auf ihrer EP „Outgrown Things“, hier werden vereinzelte Screamings und Shoutings eingesetzt, die sich gut in das Sounddesign einfügen. Die ersten Veröffentlichungen der Band rufen musikalische Ähnlichkeiten zu Title Fight, La Dispute und Touche Amore hervor. Sie gilt inzwischen als einer der wichtigsten Vertreter der neu aufkommenden Emo-Welle.

## Diskografie
Studioalben
- 2017: Feel Something (Fearless Records)
- 2020: No Good Left to Give (Fearless Records)
- 2023: Ruckus! (Fearless Records)

Sonstige
- 2016: Outgrown Things (EP, Fearless Records)
- 2021: No Good Left to Give (B-Sides) (Single, Fearless Records)